# Eddie DeBartolo Jr.
Edward J. DeBartolo Jr. (Youngstown, 6 novembre 1946) è un imprenditore e dirigente sportivo statunitense noto in particolare per essere stato per 23 anni il proprietario dei San Francisco 49ers della National Football League (NFL).
Il 6 febbraio 2016 è stato introdotto nella Pro Football Hall of Fame come addetto ai lavori.

## Carriera
DeBartolo sviluppò una catena di supermercati da un'azienda fondata dal padre, Edward J. DeBartolo Sr. (Kong). La Edward J. DeBartolo Corporation divenne in seguito una delle più grandi agenzie immobiliari degli Stati Uniti.
DeBartolo fu anche coinvolto anche nella proprietà dei San Francisco 49ers, che divennero la franchigia di maggior successo della NFL negli anni ottanta e uno dei più generosi proprietari negli sport professionistici. Durante i suoi 23 anni con la squadra, a partire dal 1977, i 49ers vinsero cinque Super Bowl sotto la direzione dei capi-allenatore Bill Walsh e George Seifert: il Super Bowl XVI nel 1982, il XIX nel 1985, il XXIII nel 1989, i9l XXIV nel 1990 e il XXIX nel 1995. I 49ers degli anni ottanta furono la squadra a vincere più gare in un decennio della storia del football.
DeBartolo fu apprezzato come proprietario da molti dei suoi giocatori, tra cui gli Hall of Famer Joe Montana, Steve Younge Jerry Rice, che lo ritengono ancora uno dei più affezionati della storia della NFL, riferendovisi come "Mr. D."
Secondo Young, l'"approccio familiare" di DeBartolo nella gestione della franchigia cambiò il panorama della NFL. Sotto la sua gestione "i giocatori erano coloro che contavano", con molte altre squadre che iniziarono a seguire il "modello 49ers".
DeBartolo stesso affermò: "Ho provato a gestire i 49ers come una famiglia piuttosto che come un business. Vedevo i giocatori e me stesso davvero come membri di una partnership. Il nostro obiettivo era di vincere il Super Bowl ogni anno e dovevamo riuscirci assieme."